# Livro de Sabedoria de Ani
O Livro de sabedoria de Ani foi escrito por volta de 1450 a.C., pelo escriba Ani. Este livro era um livro de sabedoria para seu filho, e restaram dele apenas alguns poucos manuscritos, todos datados de duzentos anos depois.
Eis um trecho do livro:
Toma uma mulher enquanto fores jovem, para que possas gerar um filho, e para que ela possa parí-lo enquanto ainda fores moço.
Feliz é o homem que tem descendência e uma família extensa.
Ele é respeitado por causa de seus filhos.
Não vigies tua mulher na sua casa, quando sabes o quanto ela é eficiente.
Não lhe digas, "Onde está? Traga-o!", quando ela o guardou no local apropriado.
Que o teu olho observe e te cales, e tu conhecerás as suas boas qualidades e como se sente feliz quando estás atrás dela.
Um homem casado, que fundou um lar, tem de dominar sua impaciência.
Não andes atrás de mulher, e não a deixes roubar-te o coração.
Cuida-te da mulher estranha, desconhecida na cidade.
Não olhes para ela, não a conheças.
Ela é uma água profunda, cujo redemoínho é desconhecido.
"Não sou bela?", dir-te-á uma mulher que está longe do marido, quando ninguém mais escuta.
Então, ela estica a corda.